# Matsubara
Matsubara (松原市, Matsubara-shi) is een stad in de prefectuur  Osaka, Japan. Begin 2014 telde de stad 121.956 inwoners. Matsubara maakt deel uit van de metropool Groot-Osaka.

## Geschiedenis
Op 1 februari 1955 werd Matsubara benoemd tot stad (shi). Dit gebeurde na het samenvoegen van de gemeenten Matsubara en Amami met de dorpen Nunose, Miyake en Ega.

## Geboren
- Tomoya Koyama (1998), wielrenner

Steden:
Daito · Fujiidera · Habikino · Hannan · Higashiosaka · Hirakata · Ibaraki · Ikeda · Izumi · Izumiotsu · Izumisano · Kadoma · Kaizuka · Kashiwara · Katano · Kawachinagano · Kishiwada · Matsubara · Minoh · Moriguchi · Neyagawa · Osaka (hoofdstad) · Osakasayama · Sakai · Sennan · Settsu · Shijonawate · Suita · Takaishi · Takatsuki · Tondabayashi · Toyonaka · Yao

Districten:
Minamikawachi · Mishima · Senboku · Sennan · Toyono
Gemeenten per district